# Rhinos Cherepovets
I Rhinos Cherepovets ((RU)  Носороги) sono una squadra di football americano di Čerepovec, in Russia, rappresentativa dell'Università di Čerepovec.
Fondati a Vologda, si sono trasferiti a Čerepovec nel corso del 2017.

## Dettaglio stagioni

### Tornei nazionali

#### Campionato

##### LAF
| Stagione | regular season | regular season | regular season | regular season | regular season | regular season | playoff | playoff | playoff | playoff | playoff | playoff                 | playoff        |
|          | Vin            | Par            | Per            | Tot            | PF             | PS             | Vin     | Per     | Tot     | PF      | PS      | risultato               | avversaria     |
| -------- | -------------- | -------------- | -------------- | -------------- | -------------- | -------------- | ------- | ------- | ------- | ------- | ------- | ----------------------- | -------------- |
| 2016     | 2              | 0              | 4              | 6              | 120            | 155            | -       | -       | -       | -       | -       | -                       | -              |
| 2017     | 2              | 0              | 2              | 4              | 77             | 122            | 0       | 1       | 1       | 7       | 48      | Turno di qualificazione | Moscow Dragons |
| Totale   | 4              | 0              | 6              | 10             | 197            | 277            | 0       | 1       | 1       | 7       | 48      |                         |                |

Fonti: Enciclopedia del Football - A cura di Roberto Mezzetti

##### EESL Vtoraja Liga
| Stagione | regular season | regular season | regular season | regular season | regular season | regular season | playoff | playoff | playoff | playoff | playoff | playoff   | playoff    |
|          | Vin            | Par            | Per            | Tot            | PF             | PS             | Vin     | Per     | Tot     | PF      | PS      | risultato | avversaria |
| -------- | -------------- | -------------- | -------------- | -------------- | -------------- | -------------- | ------- | ------- | ------- | ------- | ------- | --------- | ---------- |
| 2022     | 1              | 0              | 5              | 6              | 90             | 174            | -       | -       | -       | -       | -       | -         | -          |
| Totale   | 1              | 0              | 5              | 6              | 90             | 174            | -       | -       | -       | -       | -       |           |            |

Fonti: Enciclopedia del Football - A cura di Roberto Mezzetti

### Tornei locali

#### Coppa di Carelia
| Stagione | regular season | regular season | regular season | regular season | regular season | regular season | playoff | playoff | playoff | playoff | playoff | playoff      | playoff          |
|          | Vin            | Par            | Per            | Tot            | PF             | PS             | Vin     | Per     | Tot     | PF      | PS      | risultato    | avversaria       |
| -------- | -------------- | -------------- | -------------- | -------------- | -------------- | -------------- | ------- | ------- | ------- | ------- | ------- | ------------ | ---------------- |
| 2015     | -              | -              | -              | -              | -              | -              | 0       | 2       | 2       | 14      | 33      | Quarto posto | Jaroslavl Rebels |
| Totale   | -              | -              | -              | -              | -              | -              | 0       | 2       | 2       | 14      | 33      |              |                  |

Fonti: Enciclopedia del Football - A cura di Roberto Mezzetti

### Riepilogo fasi finali disputate
| Anno              | Luogo        | Evento           | Fase del torneo         | Incontro                              | Risultato |
| 20 settembre 2015 | Petrozavodsk | Coppa di Carelia | Finale 3º - 4º posto    | Jaroslavl Rebels - Rhinos Cherepovets | 5 - 0     |
| 16 luglio 2017    | Mosca        | LAF              | Turno di qualificazione | Moscow Dragons - Rhinos Cherepovets   | 48 - 7    |